# Halabdża
Halabdża (arab. حلبجة, Ḥalabǧa; kurd. هه‌ڵه‌بجه, Helebce) – miasto w północno-wschodnim Iraku, stolica gubernatorstwa Halabdża.
16 marca 1988 roku wojska irackie przeprowadziły w mieście atak gazowy, w którym zginęło około 5 tysięcy osób.